# Microloxia polemia
Microloxia polemia är en fjärilsart som beskrevs av Louis Beethoven Prout 1920. Microloxia polemia ingår i släktet Microloxia och familjen mätare. Inga underarter finns listade i Catalogue of Life.